# 网纹栉鳞鳎
网纹栉鳞鳎（学名：Aseraggodes kaianus）为鳎科栉鳞鳎属的鱼类。分布于南达印度尼西亚斑达海的基群岛、北达日本南部鹿儿岛、高知以及东海东南部、台湾及广东等，属于暖水性底层海鱼。该物种的模式产地在基群岛。